# Argythamnia coatepensis
Argythamnia coatepensis là một loài thực vật có hoa trong họ Đại kích. Loài này được (Brandegee) Croizat mô tả khoa học đầu tiên năm 1945.